# Тааффеит
Тааффеит — Mg3Al2BeO16 (Синоним Магнезиотааффеит-2N2S) — редкий минерал класса окислов, открытый графом Ричардом Тааффе из Дублина, в честь которого он и назван.
В 1945 году Тааффе заметил в партии огранённых камней необычный экземпляр и послал камень для изучения в Лондон, в Лабораторию драгоценных камней, где определили физические константы камня и нашли, что они отличаются от констант всех известных минералов. После этого камень был передан в Минералогический отдел Британского музея для более тщательного исследования с помощью рентгеноструктурного и микрохимического анализов, для чего с согласия владельца от камня отпилили небольшой фрагмент. Химический состав тааффеита оказался промежуточным между составами шпинели и хризоберилла и ему соответствовала формула Mg3Al8BeO16. Его бледный розовато-лиловый цвет связан с присутствием следов железа.

## Свойства минерала

### Структура и морфология кристаллов
Гексагональная сингония, пространственная группа — P6mc; параметры ячейки: a0 = 0,572 нм, c0 = 0,183 нм; a0 : c0 = 1 : 3,21; Число формульных единиц (Z) = 4. В структуре тааффеита полиэдры магния соединены с окружающими полиэдрами так же, как и в структуре шпинели. Тетраэдры BeO4 с окружающими полиэдрами сочленяются по-разному — или как BeO4 в хризоберилле или как MgO4 в шпинели; поэтому возможно изоморфное замещение Be — Mg. Класс симметрии не установлен. Кристаллы имеют вид гексагональных пирамид и гексагональных призм. Отмечены закономерные срастания с нигеритом и обрастания нигеритом кристаллов тааффеита; оси минералов параллельны.

### Физические свойства и физико-химические константы
Твердость по шкале Мооса 8. Удельный вес 3,6—3,614. Цвет бесцветный, зеленоватый, розовато-лиловый. Блеск стеклянный. Прозрачен до полупрозрачного. В ультрафиолетовых лучах не светится. Заметно зеленого свечения, под действием рентгеновских лучей. Теплота образования — 1090,2 ккал/моль; изобарные потенциалы образования при 300°К (—) 1028,55 ккал/моль, при 500°К (—) 987,45 ккал/моль, при 900°К (—) 946,35 ккал/моль.

### Микроскопическая характеристика
В шлифах в проходящем свете бесцветный или зеленоватый. Плеохроизм слабый. Одноосный, иногда аномально двуосный с 2V до 15°, {\displaystyle n_{\omega }} = 1,736; {\displaystyle n_{\varepsilon }} = 1,727.

### Химический состав
Теоретический состав: BeO — 9,29%; MgO — 14,97%; Al2O3 — 75,74%.

## Нахождение
Очень редкий минерал контактово-метасоматических образований. Встречается в виде мелких кристаллов и их агрегатов. Встречен в Китае с хризобериллом, шпинелью в скарнированных известняках в зальбандах лепидолитовых жил месторождения Сянхуанлинь. После первой находки были обнаружены ещё три огранённых камня. Поскольку первые из изученных камней были огранены, их источник остался неизвестным, хотя наиболее вероятно, что они происходят из россыпей галечника с самоцветами на Цейлоне. В дальнейшем этот минерал был найден в виде слегка окатанных кристаллов в россыпях Шри-Ланки, а также по крайней мере в двух месторождениях в Китае, где он встречается в осадочных породах вместе с флюоритом и нигеритом (сложным оксидом, родственным шпинели).

## Использование
Является полудрагоценным камнем. Стоимость тааффеита колеблется от 2,5 до 20 тысяч долларов за грамм или от 500 до 4 тысяч за карат. Считается, что этот драгоценный камень сиреневого цвета в миллион раз более редок чем алмаз, вследствие чего тааффеит используется исключительно в качестве драгоценного камня.